# J. J. 와트

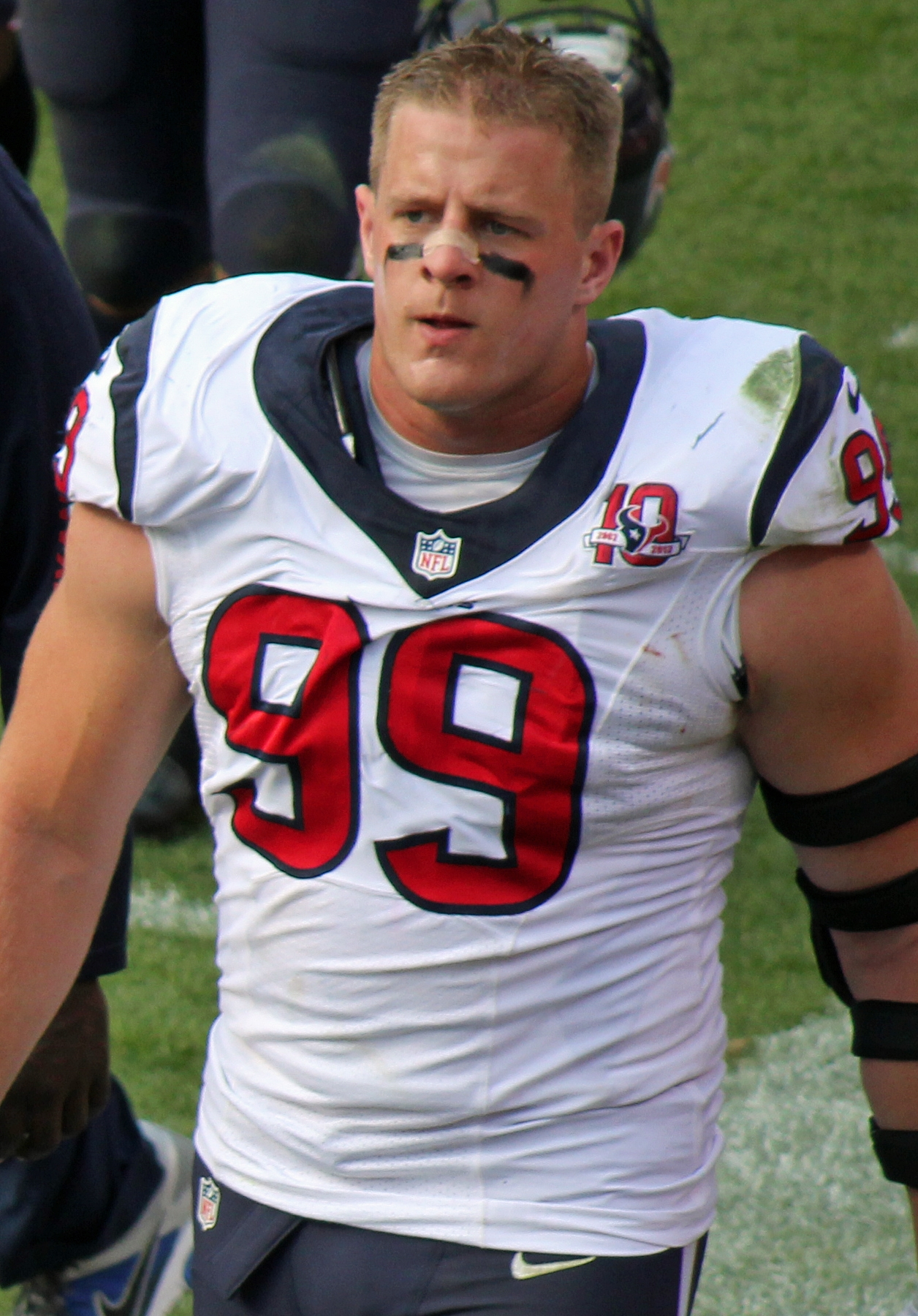
J. J. 와트

저스틴 제임스 와트(Justin James Watt, 1989년 3월 22일 ~ )는 미국의 미식축구 선수이다.